# Анон, Шарль Луи
Шарль Луи́ Ано́н (в русской традиции часто Ганон, фр. Charles-Louis Hanon; 2 июля 1819, Ренескюр — 19 марта 1900, Булонь-сюр-Мер) — французский музыкант, композитор и музыкальный педагог.
Систематического образования, по-видимому, не получил (хотя в некоторых источниках упоминается, что он учился в Парижской консерватории у Шарля Вильфрида де Берио). Занимался органом под руководством Шарля Вервуата, в 1846 г. сменил его на посту органиста в церкви Сен-Жозеф в Булонь-сюр-Мер, однако в 1853 г. был отправлен в отставку и заменён юным Александром Гильманом. В дальнейшем жил в том же городе, преподавая фортепиано в городских школах и церковных приютах. Известно, что он отличался крайней религиозностью.
Известен, прежде всего, своими методическими пособиями, из которых наиболее знаменитое — «Пианист-виртуоз. 60 упражнений для достижения беглости, независимости, силы и равномерного развития пальцев, а также лёгкости запястья» (фр. Le pianiste virtuose en 60 exercices, calculés pour acquérir l'agilité, l'indépendance, la force et la plus parfaite égalité des doigts ainsi que la souplesse des poignets; 1873). Этот сборник упражнений представлял собой третью часть четырёхтомного учебного пособия: первая часть обучала начинающего пианиста азам техники и нотации, вторая включала обработанные для дидактических целей пьесы и фрагменты из фортепианных сочинений прошлого, а заключительная часть состояла из фортепианных пьес самого Анона, по поводу которых Ф. Ружье в новейшем издании Музыкального словаря Гроува замечает, что «незначительность их музыкального содержания сопоставима с пустотой их названий». В 1878 г. весь труд Анона был удостоен серебряной медали на Всемирной выставке в Париже и принят в качестве учебного пособия Парижской консерваторией, о чём свидетельствует опубликованное в переиздании этого года письмо ведущих преподавателей консерватории — Антуана Мармонтеля, Жоржа Матиа и Феликса Ле Куппе. В последующие годы сборник получил очень широкую мировую известность и приобрёл популярность среди музыкантов и музыкальных педагогов по всему миру.
Другая значительная педагогическая работа Анона, получившая не меньшую известность при его жизни, — «Новая практическая и популярная система обучения аккомпанементу к церковному пению» (фр. Système Nouveau pratique et populaire pour apprendre à accompagner tout Plain-Chant…; 1859). Востребованность этого пособия, предназначенного для того, чтобы обучить прихожан без музыкального образования несложному аккомпанементу на фисгармонии, была весьма велика, и в 1867 году Анон удостоился за него благодарственного письма от Папы Пия IX.

## Список произведений
- 1856
  - Le jugement dernier, pour Orgue
- 1859
  - Système nouveau
- 1860
  - Les Montagnes de la Savoie pour piano
- 1863
  - Bethléem, pour Harmonium ou Orgue
  - Joie de mon coeur, pour piano
  - Leçons élémentaires d’harmonie
  - L’Exilée, méditation pour piano
- 1865
  - Le Bourriquet de la Mère Grégoire, pour piano
  - Marche funèbre pour piano
  - Sainte Marie-Madeleine, Méditation pour Orgue ou Harmonium
  - Sept Hymnes à trois voix
  - Souvenirs de Suisse, fantaisie pour piano
  - You, you, pastorale pour piano
- 1866
  - Les délices des Jeunes Pianistes
  - Stalla Napolitana, tarentelle, pour piano
- 1868
  - Souvenirs de Bretagne, pour piano
- 1871
  - Etude Complète de l’Orgue
  - Six fantaisies élégantes sur les plus beaux motifs de Bellini et de Rossini, pour piano
- 1872
  - 50 Cantiques populaires
  - L’Exilée. Méditation («Ah quand viendra-t-il»)
  - Extraits des chefs d’oeuvre des grands maîtres pour piano, Orgue ou Harmonium
  - Un Rêve de Bonheur, caprice pour piano
- 1873
  - Le Pianiste Virtuose
- 1877
  - Méthode élémentaire de piano
- 1878
  - 31 morceaux en 4 cours[4]